# 중앙리투아니아 공화국
중앙리투아니아 공화국(폴란드어: Republika Litwy Środkowej 레푸블리카 리트비 스로드코베이[*], 리투아니아어: Vidurio Lietuvos Respublika 비두리오 리에투보스 레스푸블리카)은 전간기에 존재한 단명 국가로, 폴란드 제2공화국의 괴뢰국이었다.